# Hassan Rouhani
Hassan Rouhani (persiska: حسن روحانی, Ḥasan Rūḥānī), även skrivet Rohani (f. Hasan Fereydoun), född 12 november 1948 i Sorkheh nära Semnan, är en iransk islamist, muslimsk skriftlärd,, politiker och diplomat. Han var Irans president mellan den 3 augusti 2013 och den 3 augusti 2021.  
Han representerar partiet "Combatant Clergy Association" och tidigare, 1979-1987, det Islamiska Republikanska Partiet. Rouhani har varit medlem i Expertrådet sedan 1999, av högsta nationella säkerhetsrådet sedan 1989 och chef för "Centrum för strategisk forskning" sedan 1992.
Rouhani var också vice ordförande i den fjärde och femte terminen av det iranska parlamentet, och var det högsta nationella säkerhetsrådets sekreterare 1989-2005. I denna position ledde han också Irans tidigare team för kärnforskning och var landets högsta förhandlare med EU-3, dvs England, Frankrike och Tyskland om Irans kärnenergiprogram.
7 maj 2013 registrerades Rouhani till det iranska presidentvalet 2013, som hölls den 14 juni. Han sa att han skulle förbereda en "stadga för medborgerliga rättigheter," stärka ekonomin och förbättra relationerna med väst, om han valdes. Den 15 juni stod det klart att han hade vunnit valet. Han tillträdde den 3 augusti 2013 som Irans president.

## Politiska positioner
Rouhani anses vara en moderat och pragmatisk politiker.